# 눈 감으면 보이는 세상
"눈 감으면 보이는 세상"은 한국에서 제작된 배경윤 감독의 1996년 영화이다. 오광록 등이 주연으로 출연하였고 배경윤 등이 제작에 참여하였다.

## 출연
- 오광록